# Кноп (вузол)

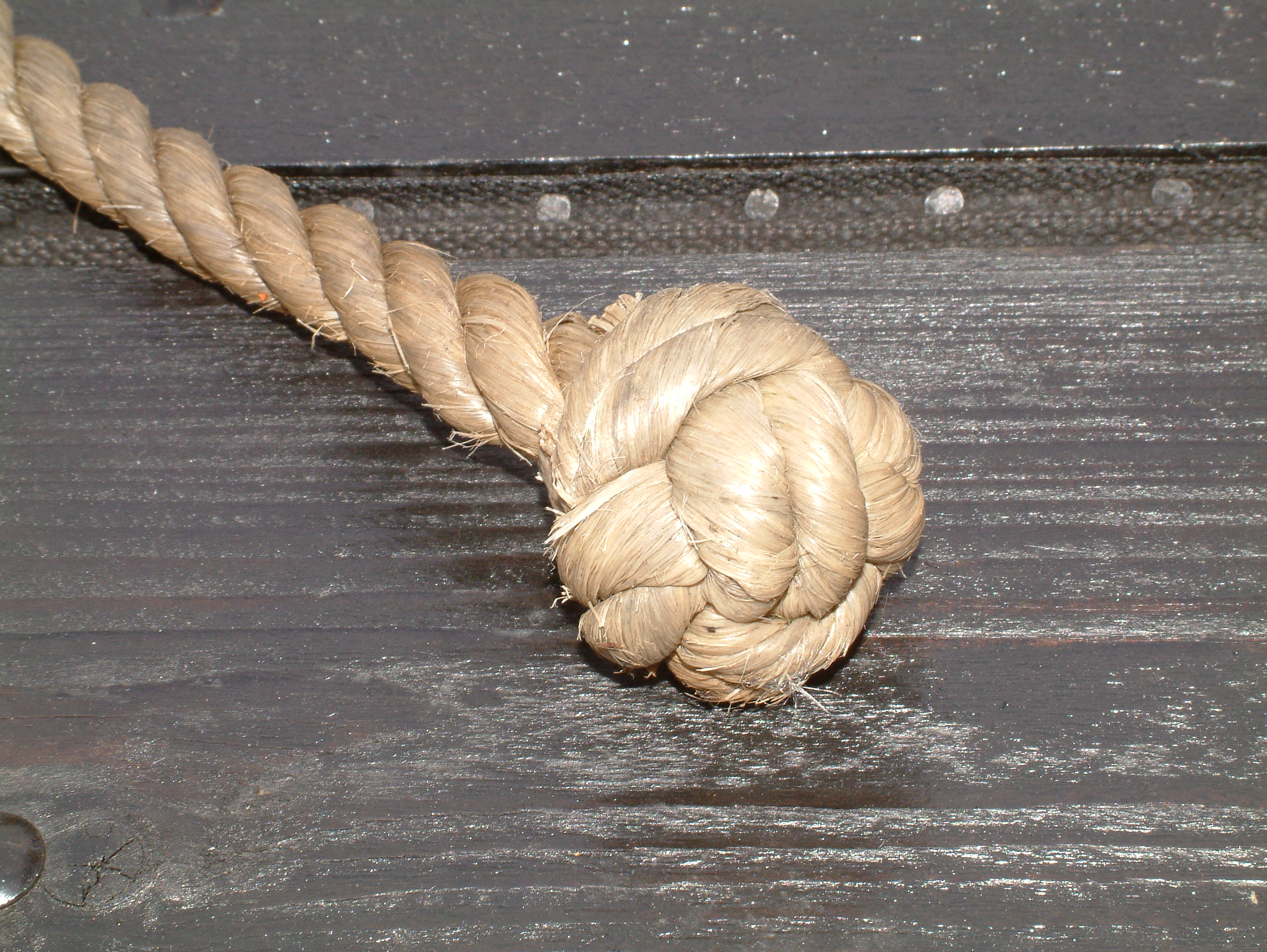
Фалрепний кноп

Кноп (від нід. knoop, ниж.-нім. knôр — «ґудзик, набалдашник») — плетений кулястий вузол на кінці крученого троса. Служить для закріплення, перешкоджає прослизанню і розвиванню корінного кінця аналогічно сплесеню. Одним з різновидів кнопа є му́синг (від нід. muizing) — вузол, зроблений посередині снасті.

## Види
- Простий кноп
- Стопорний кноп
  - Фалрепний кноп
- Талрепний кноп
- Зсувний (вантовий) кноп
- Ріпка — в'яжеться перехрещуванням всіх сталок троса.
- Мусинг